# Franz Auer
Franz Auer (ur. 12 listopada 1911, zm. 26 listopada 1948 w Landsberg am Lech) – zbrodniarz nazistowski, jeden z funkcjonariuszy pełniących służbę w niemieckich obozach koncentracyjnych i SS-Hauptscharführer.

## Życiorys
Obywatel austriacki. Członek NSDAP, do SS wstąpił w maju 1938. Służbę w hitlerowskich obozach koncentracyjnych rozpoczął w październiku 1941 w Sachsenhausen. Przebywał tam do marca 1943, skąd przeniesiono go do obozu w Hertogenbosch. Następnie od grudnia 1943 do listopada 1944 Auer był odpowiedzialny za niewolniczą pracę Żydów w getcie w Kownie. Brał bezpośredni udział w dokonywanych tam egzekucjach. Wreszcie od listopada 1944 do kwietnia 1945 był kierownikiem wydziału zajmującego się pracą przymusową więźniów (Arbeitseinsatzführer) w Mühldorf – podobozie KL Dachau. Odpowiedzialny za liczne zbrodnie popełnione na więźniach obozu. Otrzymał od nich przydomek "diabeł".
Franz Auer został osądzony w procesie załogi Mühldorf przez amerykański Trybunał Wojskowy w Dachau. Za zbrodnie wojenne i zbrodnie przeciw ludzkości skazany został na karę śmierci przez powieszenie. Postępowanie wykazało, iż oskarżony zmuszał więźniów do pracy groźbą zastrzelenia. Wielu z nich, okaleczonych przez Auera, umierało. Nie oszczędzał nawet kobiet i dzieci. Rozkazał również wartownikom zastrzelić (bez ostrzeżenia) więźniów, którzy oddalili się od swojego komanda roboczego nawet na krótki dystans. Wyrok wykonano w więzieniu Landsberg 26 listopada 1948. Był to jedyny wykonany wyrok śmierci z pięciu, które zostały wydane w tym procesie.